# Giovanni Battista Bilo
(G.B.Bilo, da una lirica dei Frammenti del tempo)
Giovanni Battista Bilo (Napoli, 22 aprile 1956 – Napoli, 8 luglio 2009) è stato un poeta e librettista italiano.

## Biografia
Figura ibrida di artista, è stato un poeta e librettista, occupandosi altresì di teatro, di turismo e beni culturali, e di tecniche amministrative operate dagli enti artistici. La sua attività è stata particolarmente legata al turismo e ai beni culturali, attraverso conferenze e attività formative mirate, in special modo, nel sud d'Italia. È stato direttore amministrativo del Teatro Mercadante di Napoli. È stato docente presso la facoltà di lettere dell'Università degli studi Suor Orsola Benincasa di Napoli, avendo già ricoperto l'incarico di direttore di biblioteca presso diversi istituti di cultura napoletani. È stato direttore del museo "Antiquarium Civico" di Caggiano (SA).
Per il suo libretto d'opera lirica "Raimondo De Sangro", dramma in tre atti ispirato al Principe di Sansevero, musicato dal compositore napoletano Vincenzo Palermo, gli viene attribuito a Napoli il premio speciale per la poesia "Sebetia-Ter" nel 1998. Premio "Cava de' Tirreni" per la poesia negli anni 1989 e 1990. Le sue poesie in musica e i suoi scritti letterari sono stati pubblicati da Sonzogno (Milano), B&W Italia (Roma), FrancoAngeli editore (Milano).
È morto a Napoli, a 53 anni, colpito da un improvviso male incurabile, nella mattina dell'8 luglio 2009.

## Poetica
Ha operato una sintesi tra poesia e azione scenica attraverso una metrica sciolta, irregolare, ma sempre intrisa di simbolismo e giochi fonetici, alla ricerca di una sonorità che l'avvicinasse alla musica, per cui era il più delle volte concepita. Gran parte della sua produzione poetica è stata musicata da diversi compositori napoletani contemporanei.

## Opere

### Libretti d'opera
- Raimondo De Sangro (1995),  dramma in tre atti  - B&W Italia editore

### Poesie in musica
- Frammenti del tempo (1994), cinque liriche - Sonzogno editore[3]
- I canti della pace (1995),  quattro quadri poetici  - Sonzogno editore[4]
- La cantata dei naufraghi (1996) - poema
- The sacred tree (1997),  meditazione - B&W Italia editore
- Luce Christi (2002),  quattro momenti spirituali
- I corali dei lunghi percorsi(2005),  sette quadri poetici

### Saggi e pubblicazioni
- Le ragioni degli altri. Scritti in onore di Domenico Antonino Conci, AA.VV. - FrancoAngeli edizioni - ISBN 9788846491435
- Le Nares – Templari a Caggiano – edizioni Arci Postiglione

### Audio
- La Cantata dei Naufraghi per soli soprano, mezzosoprano, coro femminile e arpa

| Controllo di autorità | SBN TO0V694054 |